# 3. Garde-Infanterie-Division (Deutsches Kaiserreich)
Die 3. Garde-Infanterie-Division war ein Großverband der Preußischen Armee im Rahmen des Deutschen Heeres im Ersten Weltkrieg.

## Gliederung

### Kriegsgliederung vom 2. August 1914
- 5. Garde-Infanterie-Brigade
  - 5. Garde-Regiment zu Fuß
  - Garde-Grenadier-Regiment Nr. 5
- 6. Garde-Infanterie-Brigade
  - Garde-Füsilier-Regiment
  - Lehr-Infanterie-Regiment
- Garde-Ulanen-Regiment
- 3. Garde-Feldartillerie-Brigade
  - 5. Garde-Feldartillerie-Regiment
  - 6. Garde-Feldartillerie-Regiment
- 1. Kompagnie/Pionier-Bataillon Nr. 28

### Kriegsgliederung vom 20. März 1918
- 6. Garde-Infanterie-Brigade
  - Garde-Füsilier-Regiment
  - Lehr-Infanterie-Regiment
  - Colbergsches Grenadier-Regiment „Graf Gneisenau“ (2. Pommersches) Nr. 9
  - MG-Scharfschützen-Abteilung Nr. 2
  - 1. Eskadron/Garde-Dragoner-Regiment
- Garde-Artillerie-Kommandeur Nr. 3
  - 5. Garde-Feldartillerie-Regiment
  - I. Bataillon/2. Garde-Fußartillerie-Regiment
- Pionier-Bataillon Nr. 104
- Divisions-Nachrichten-Kommandeur Garde Nr. 3

## Geschichte
Der Großverband wurde mit der Mobilmachung am 2. August 1914 gebildet und dem Garde-Reserve-Korps zugeteilt. Während des Krieges wurde die Division an der West- und Ostfront eingesetzt. Das Lehr-Infanterie-Regiment wurde aus dem Lehr-Infanterie-Bataillon, Einheiten der Infanterie-Schießschule und der Unteroffiziersschule in Potsdam sowie Gardereservisten aufgestellt.

### Gefechtskalender

#### 1914
- 20. August --- Gefecht bei Hingeon
- 22. bis 25. August --- Eroberung von Namur
- 26. August --- Transport nach dem Osten
- 29. August bis 3. September --- Reserve der OHL
- 5. bis 15. September --- Schlacht an den Masurischen Seen
- 28. September --- Gefecht bei Jędrzejów
- 30. September --- Gefecht bei Kielce
- 1. Oktober --- Gefecht bei Bzin
- 4. bis 5. Oktober --- Gefechte bei Opatow und Radom
- 9. bis 20. Oktober --- Schlacht bei Iwangorod
- 22. bis 28. Oktober --- Kämpfe an der Pilica
- 16. November bis 15. Dezember --- Schlacht um Łódź
- ab 18. Dezember --- Schlacht an der Rawka-Bzura

#### 1915
- bis 10. Januar --- Schlacht an der Rawka-Bzura
- 10. bis 18. Januar --- Reserve der OHL
- 18. bis 29. Januar --- Aufmarsch in den Karpaten
- 31. Januar --- Gefecht bei Smorze
- 3. Februar --- Gefecht bei Annaberg
- 5. Februar bis 8. April --- Stellungskampf am Zwinin
- 9. April --- Erstürmung des Zwinin
- 10. April bis 12. Mai --- Gefechte an der Zawadka und bei Koziowa
- 11. bis 17. Mai --- Verfolgung in den Karpaten
- 18. Mai bis 3. Juni --- Schlacht bei Stryj
- 4. bis 9. Juni --- Verfolgung in Galizien
- 10. bis 22. Juni --- Schlacht bei Zydaczow
- 23. bis 27. Juni --- Übergang über den Dnjestr
- 27. bis 29. Juni --- Schlacht an der Gnila-Lipa
- 30. Juni bis 6. Juli --- Verfolgung zwischen Gnila-Lipa und Zlota-Lipa
- 7. Juli bis 26. August --- Stellungskämpfe an der Zlota-Lipa
- 27. August --- Durchbruchsschlacht an der Zlota-Lipa
- 28. August bis 5. September --- Verfolgung gegen den Sereth
- 6. bis 16. September --- Schlacht bei Tarnopol
- 17. September bis 5. November --- Herbstkämpfe in Ostgalizien
- ab 6. November --- Stellungskämpfe an der Strypa zwischen Wosuzka und Sereth

#### 1916
- ab 12. April --- Stellungskämpfe an der Strypa zwischen Wosuzka und Sereth
- 12. April bis 16. April --- Transport nach dem Westen und Reserve der OHL
- 28. April bis 4. Juni --- Stellungskämpfe in der Champagne
- 5. Juni bis 1. Juli --- Reserve der OHL bei der 6. Armee
- 1. bis 22. Juli --- Schlacht an der Somme
- 22. Juli bis 1. September --- Stellungskämpfe an der Yser
- 1. bis 5. September --- Transport nach dem Osten und Reserve der OHL
- 5. bis 8. September --- Erste Schlacht an der Narajowka und Zlota-Lipa
- 9. September bis 23. November --- Stellungskämpfe an der Narajowka, zwischen Narajowka und Zlota-Lipa und an der Cenioswka
- 23. November bis 23. Dezember --- Transport nach dem Westen und Reserve der OHL bei der Armeeabteilung B
- ab 24. November --- Stellungskämpfe in Lothringen

#### 1917
- bis 3. April --- Stellungskämpfe in Lothringen
- 4. bis 10. April --- Reserve der OHL
- 11. April bis 20. Mai --- Frühjahrsschlacht bei Arras
- 22. Mai bis 9. Juli --- Stellungskämpfe in Flandern und Artois
- 10. Juli bis 5. August --- Schlacht in Flandern
- 9. August bis 2. Oktober --- Stellungskämpfe im Oberelsaß
- 3. Oktober bis 6. November --- Schlacht in Flandern
- 6. bis 22. November --- Grenzschutz an der belgisch-holländischen Grenze
- 20. bis 29. November --- Schlacht von Cambrai
- 30. November bis 7. Dezember --- Angriffsschlacht bei Cambrai
- ab 12. Dezember --- Kämpfe in der Siegfriedstellung

#### 1918
- bis 31. Januar --- Kämpfe in der Siegfriedstellung
- 1. Februar bis 20. März --- Stellungskämpfe im Artois und Aufmarsch zur Großen Schlacht in Frankreich
- 21. März bis 6. April --- Große Schlacht in Frankreich
- 7. bis 13. April --- Kämpfe zwischen Arras und Albert
- 15. bis 29. April --- Schlacht um den Kemmel
- 30. April bis 13. Mai --- Stellungskrieg in Flandern
- 14. Mai bis 5. Juli --- Stellungskämpfe in Lothringen
- 7. Juli bis 8. August --- Stellungskämpfe bei Reims
- 18. bis 25. Juli --- Abwehrschlacht zwischen Soissons und Reims
- 26. Juli bis 3. August --- Bewegliche Abwehrschlacht zwischen Marne und Vesle
- 9. bis 25. August --- Stellungskämpfe in der Champagne
- 19. bis 27. September --- Kämpfe in der Siegfriedstellung
- 26. September bis 24. Oktober --- Abwehrschlacht in der Champagne und an der Maas
- 24. bis 31. Oktober --- Kämpfe an der Aisne und Aire
- 1. bis 4. November --- Kämpfe zwischen Aisne und Maas
- 5. bis 11. November --- Stellungskämpfe vor der Antwerpen-Maas-Stellung
- ab 12. November --- Räumung des besetzten Gebietes, Rückmarsch in die Heimat und dortige Demobilisierung

## Kommandeure
| Dienstgrad                   | Name                                            | Datum                                                      |
| ---------------------------- | ----------------------------------------------- | ---------------------------------------------------------- |
| Generalleutnant              | Henning von Bonin                               | 2. August bis 18. Oktober 1914                             |
| Generalleutnant              | Karl Litzmann                                   | 18. Oktober bis 23. Dezember 1914                          |
| General der Kavallerie       | Wolf Rudolf Freiherr Marschall von Altengottern | 24. Dezember 1914 bis 16. Februar 1915                     |
| Generalmajor                 | Friedrich von Friedeburg                        | 17. Februar bis 29. Juni 1915 (mit der Führung beauftragt) |
| Generalmajor/Generalleutnant | Arthur von Lindequist                           | 30. Juni 1915 bis 7. Februar 1918                          |
| Generalmajor                 | Dietrich von Roeder                             | 8. Februar 1918 bis 1. Januar 1919                         |